# Zur wahren Eintracht
Zur wahren Eintracht ("Alla Vera Concordia") fu una loggia di rito massonico diffusasi in Austria alla fine del Settecento.

## Storia
La loggia venne fondata a Vienna il 12 marzo 1781 da un gruppo di quindici membri della loggia massonica Zur gekrönten Hoffnung. Il suo primo gran maestro fu il giudice Ignaz Fischer. Il 9 marzo 1782, Ignaz von Born gli succedette come secondo gran maestro (era tra i fondatori della loggia). Born diede un'impronta nuova all'organizzazione, dirigendone gli interessi all'élite e verso una connotazione maggiormente scientifica.
Una particolarità della loggia fu che i suoi disegni (lezioni tenute durante l'incontro dei fratelli) vennero resi pubblici a Vienna e tra il 1783 e il 1788 ne vennero stampate addirittura sette edizioni. La loggia aveva una propria biblioteca, con un gabinetto di scienze naturali inaugurato proprio da Born.
L'11 dicembre 1785, l'imperatore Giuseppe II emise il cosiddetto "brevetto massonico" che limitava il numero di logge presenti nell'impero e richiedeva la registrazione ufficiale dei membri. Di conseguenza, molte delle logge presenti finirono per unirsi alla Loggia della Vera Unità, ma questo indebolì anche la struttura stessa dell'organizzazione a causa delle crescenti controversie interne che portarono allo scioglimento dell'organizzazione nell'aprile del 1789. Nel 1795 Francesco II abolì definitivamente la massoneria in tutto l'impero.

## Membri famosi
Tra i membri più importanti di questa loggia, spiccavano molti personaggi della cultura, dell'arte e della musica viennesi della fine del XVIII secolo: da Joseph Haydn a Johann Holzer, passando per Aloys Blumauer, Johann Baptist von Alxinger, Joseph Franz von Ratschky, Cornelius von Ayrenhoff, Johann Georg Schlosser, Johann Pezzl, Carl Leonhard Reinhold e Otto Heinrich von Gemmingen-Hornberg, oltre al pittore Franz Anton von Zauner, al botanico Emmanuel von Canal, al mineralogo Carl Ludwig Giesecke, al riformatore Joseph von Sonnenfels, al teologo Carl Wilhelm Hilchenbach e al botanico Franz von Mückusch und Buchberg. Angelo Soliman ne fu vice-gran maestro.
Wolfgang Amadeus Mozart, pur non essendo stato con certezza membro di questa loggia, fu sovente ospite agli incontri dei suoi affiliati.